# させぼシーサイドフェスティバル
させぼシーサイドフェスティバル（SASEBO SEA SIDE FESTIVAL）は、長崎県佐世保市において毎年8月上旬の土・日曜日に開催されている祭り。略称はシーフェス等。

## 概要
2002年まで同じ時期に開催されていた西海アメリカンフェスティバルが米国同時多発テロ事件の影響などで中止されたのに代わる後継イベントとして2005年から始められた祭りである。第1回は新港町の佐世保駅周辺再開発用地で行われ、2007年の第3回以降は佐世保駅みなと口広場をメイン会場として行われている。

一般社団法人佐世保青年会議所（JC）と佐世保商工会議所青年部（YEG）が共同で主管団体となり、その２団体を中心としたさせぼシーサイドフェスティバル実行委員会を設立して、実施している。
２０１６年まではその形でのイベント開催を行い、２０１７年以降は佐世保商工会議所青年部単独での主管となっている。

## 会場
2007年（第5回）の会場。
- 佐世保駅みなと口広場 - メイン会場。
- 海上自衛隊倉島岸壁
- 島瀬公園
- ニミッツパーク
- 干尽公園

## 主なイベント
2008年（第4回）に実施されたもの。
- メイン会場
  - フードコート
  - 海上自衛隊佐世保音楽隊演奏
  - 陸上自衛隊太鼓隊演奏
  - 浴衣コンテスト
  - ヒーローショー
  - ダンスコンテスト
  - 海自艦艇一般公開 - 2008年は多用途支援艦「あまくさ」。
  - 海上保安庁巡視船体験クルージング - 巡視船「あまみ」使用。
  - 花火大会（2008年は1日目夜のみ実施。約3,000発打ち上げ）
- 海自倉島岸壁
  - 海自艦艇一般公開
- 島瀬公園
  - ジャズコンサート
  - ミニ動物園
- ニミッツパーク
  - ソフトボール・ビーチバレー（3on3）・バスケットボール（3on3）・ミニサッカー大会

## 来演者
- 2008年（第4回）
  - THE CHU CHU CHUTLES
  - 赤崎コンパ大學
  - SandyTrip
  - カミタミカ